# Alfonso Ugarte (Piura)
Alfonso Ugarte es un caserío peruano ubicado en el distrito de Pacaipampa, perteneciente a la provincia de Ayabaca del departamento de Piura, al norte del Perú. 

## Ubicación
Alfonso Ugarte se ubica al sureste de la provincia de Ayabaca, en el distrito de Pacaipampa, en el departamento de Piura.

## Demografía
En 2017 Alfonso Ugarte tenía una población de 96 habitantes.